# 朱寿
朱壽（？—1393年），籍貫不详，明朝初期將領，封舳艫侯。
从朱元璋渡江南下，攻下江東众郡，升總管。后跟随军攻下常州、婺州、武昌、蘇州、湖州，升任橫海衛指揮，進都督僉事。
此后与張赫监督漕运。洪武二十年封舳艫侯，俸祿二千石，賜有世券。后因蓝玉案连坐而死。